# أل بيكار
أل بيكار هو لاعب هوكي الجليد كندي، ولد في 17 مارس 1923 في كابوسكاسينغ في كندا.

## روابط خارجية
- أل بيكار على موقع EliteProspects.com (الإنجليزية)